# Giuseppe Maria Scotese
Giuseppe Maria Scotese (Monteprandone, 26 gennaio 1916 – Roma, 19 maggio 2002) è stato un pittore e regista italiano.

## Biografia
Inizia a dipingere da giovane, partecipa ad alcune mostre d'arte, poi trasferitosi a Roma frequenta il corso di regia del Centro sperimentale di cinematografia, diplomandosi nel 1939.
Dirige, per conto dell'Istituto Luce, dei documentari per poi lavorare alla regia e sceneggiatura del suo primo film, nel 1945, con Il sole di Montecassino.
Memore della sua attività di pittore scrive e dirige Le modelle di via Margutta, sulla vita intorno alla strada degli artisti; passa poi a collaborare con la Settimana Incom, sempre con cortometraggi.
Riprende la sua attività di sceneggiatore e regista dirigendo sino agli anni ottanta circa 18 pellicole. Nel 1983, dopo un lungo periodo di assenza, realizza il suo ultimo film Cannibali domani, un documentario nel quale riporta, con immagini da varie parti del mondo, la vita drammatica di tribù e comunità emarginate. 
Muore a Roma nel 2002.

## Filmografia

### Regista
- Il sole di Montecassino (1945)
- Le modelle di via Margutta (1945)
- L'apocalisse (1946)
- La grande aurora (1946)
- I pirati di Capri (1949)
- Fiamme sulla laguna (1951)
- Carmen proibita (1953)
- Il mantello rosso (1955)
- Il corsaro della mezza luna (1957)
- La notte del grande assalto (1959)
- Questo amore ai confini del mondo (1960)
- America di notte (1961)
- Le città proibite (1964)
- Acid - Delirio dei sensi (1967)
- Le vergogne del mondo (1968)
- Il lungo giorno della violenza (1971)
- I miracoli accadono ancora (1974)
- Cannibali domani (1983)

### Sceneggiatore
- Le dolci notti, regia di Vinicio Marinucci (1962)
- I piaceri nel mondo, regia di Vinicio Marinucci (1963)